# ブエルタ・ア・エスパーニャ
ブエルタ・ア・エスパーニャ（スペイン語: Vuelta a España, 正式には La Vuelta Ciclista a España）とは毎年9月にスペインを舞台にして行われる自転車プロロードレースである。1935年から開催されている。主催はイベント会社のウニプブリク（Unipublic）。ツール・ド・フランス、ジロ・デ・イタリアとあわせてグランツール（仏: Grands Tours）と呼ばれる。
略称は「ブエルタ」。かつては「ツアー・オブ・スペイン（Tour of Spain）」の名で呼ばれていた時期もあった。

## 概要

2017年のコース

毎年9月に3週間以上かけて行われるステージレースで、スペイン国内を中心としておよそ3200kmを走る。ステージ数は通常21前後。平坦ステージ、山岳ステージ、タイムトライアルステージ（個人、チーム）とさまざまなステージが用意されている。
総合成績1位の選手には「マイヨ・ロホ」と呼ばれる赤色のジャージが与えられるほかスプリント賞、山岳賞、新人賞といった各賞の対象者も特別なジャージを着用する。

### 開催時期の変更
1994年までは4～5月に開催されておりジロ・デ・イタリアとの間隔がほとんどなく、年によっては日程が重複することもあった。そのため何人かの有力選手がツール・ド・フランスまで力を温存しようと考えて調整目的で参加するほかは、大半がジロ・デ・イタリアに出場。ブエルタ・ア・エスパーニャに出場するのはもっぱら地元スペインの選手（もしくはスペイン所在のチームの選手）かブエルタ・ア・エスパーニャよりもさらに厳しい山岳コースが登場するジロ・デ・イタリアを嫌うスプリンター系選手だったため、比較的ローカル色が強い大会だった。
しかしUCIカレンダーの整備により、1995年より現在の開催時期である9月に移行。日程上では同一年度においてグランツール全大会に出場することが可能となった。これによりレースの盛り上がりが期待されたがシーズン終盤の開催ということもあり多くのレースをこなして疲労のたまった選手や秋のクラシックレース、世界選手権などに照準を合わせた選手からは敬遠、もしくは世界選への調整の舞台として利用されることが多く依然として出場するのはスペイン選手が中心という状態が続き、グランツールの中でもツール・ド・フランス、ジロ・デ・イタリアに比べてワンランク下の存在に見られ盛り上がりに欠けていたため以前は財政難などで開催が危ぶまれることもあった。
しかし徐々にオールラウンダータイプの選手をはじめ有力選手の出場や活躍が目立つようになり2005年に始まったUCIプロツアーでは最上級カテゴリーAに格付けされたツール・ド・フランスに次ぐカテゴリーBに位置づけられ、自転車レースとしてはジロ・デ・イタリアと同格の扱いを受けていた。そのため近年はグランツールにふさわしい盛り上がりを見せるようになった。

## 特徴

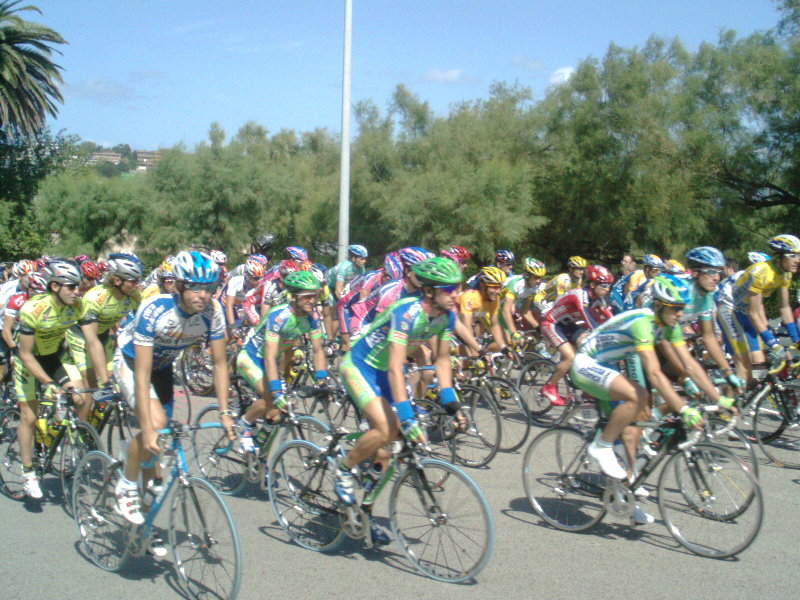
スペインの大地を駆け抜ける集団

1ステージあたりの距離が平均150km程度とツール・ド・フランスやジロ・デ・イタリアに比べて20kmほど短いため、レースの平均スピードが速い。またスペインという山がちな土地を舞台にして開催されるため序盤から山岳ステージが登場することが多く、平地ステージとカテゴリーされてもツールであれば中級山岳ステージとカテゴリーされるようなアップダウンの激しいステージも多い。そのため上りに強い選手に有利なレースだといわれており、春期開催だった頃はスプリンター型の選手の優勝も見受けられるものの歴代の優勝者を見ると山岳を得意とするタイプの選手が目立つ。
近年は中間に3連続での山頂フィニッシュステージを盛り込む、スペインらしい「短距離、急勾配」型の峠を大量に用意するなど、ステージ自体もジロ・ツールと差別化する動きが進んでいる。ポイント賞のシステムは2020年まではかつてのジロ同様全ステージ同一であったため、「平地で狙いに来るスプリンター軍団対山頂フィニッシュでポイントを稼ぐ総合・クライマー勢」という争いが僅差で決着することがあった。
ツール・ド・フランスにおけるラルプ・デュエズ的な位置付けの山岳ステージとして、ラゴス・デ・コバドンガやアルト・デ・エル・アングリルが採用されることが多い。

## 歴史
ツール・ド・フランスやジロ・デ・イタリアなどの自転車レースの盛り上がりに伴って、1935年に合計走行距離3425km・14ステージという規模で第1回大会が開催された。しかし1937年から3年間、スペイン内戦によって中断。
1941年に第3回大会が開かれるも、第二次世界大戦の激化によって1943年から再び中断という事態になる。その後1945年から再開されるものの1949年は中止。さらに1951年から1954年も開催せずという不安定な時期が続いた。
しかし1955年からの再開後はジャック・アンクティル、リック・バンステーンベルヘン、レイモン・プリドールなどの名選手も参加するようになり大会もそれなりの知名度を獲得するに至った。1970年代にはエディ・メルクスやベルナール・イノーが、1980年代にはペドロ・デルガドやショーン・ケリーが総合優勝を飾っている。
1992年から1994年にかけてはトニー・ロミンゲルが同レース史上初の3連覇。1996年と1997年にはアレックス・ツェーレが連覇を達成する活躍を見せている。
2000年代はロベルト・エラスが大活躍を見せ2000年に初制覇を達成したほか、合計走行距離2925Km・21区間で行われた2003年のレースでもイシドロ・ノサルとの激しい争いの末、2度目の総合優勝を果たした。さらに2004年もこの頃頭角を現し始めたアレハンドロ・バルベルデらを退け優勝。続く2005年にも総合1位となり、前人未到のブエルタ4勝&3連覇を達成した。2006年はアレクサンドル・ヴィノクロフが優勝。2007年はデニス・メンショフが他を寄せ付けない強さで2回目の総合優勝を果たした。2008年はアルベルト・コンタドールがチームメイトのリーヴァイ・ライプハイマーとの接戦を制し、史上5人目の全グランツール総合優勝という偉業を達成。2009年はタイム差がタイムトライアルとボーナスタイムだけで決まる僅差のレースをアレハンドロ・バルベルデが制した。
2010年は最終山岳ステージまでもつれ込んだ総合争いが盛り上がりを見せ、25歳のヴィンチェンツォ・ニバリが戴冠した。2011年は最終日までボーナスタイムで総合逆転の可能性が残るほどの大接戦の末、わずか13秒差でフアン・ホセ・コーボが優勝した。2012年は出場停止処分明けのコンタドールが史上稀に見る大逆転劇を起こし2度目の優勝。2013年は41歳のクリス・ホーナーが史上最年長グランツール王者に。2014年は直前のツール・ド・フランスで骨折のためリタイア、医師から「出場は無理」と言われながら出場したコンタドールが3度目の優勝を飾る。2015年は最終日前日にトム・デュムランを逆転したファビオ・アルが初優勝。2016年はナイロ・キンタナが史上2人目のコロンビア人総合優勝者となった。2017年は、過去3度総合2位に甘んじたクリストファー・フルームが初の総合優勝を果たし、イギリス人初の総合優勝者となると共に、史上3人目、秋開催となってからは初となるツール・ド・フランスとのダブルツールを達成した。

## 各賞とリーダージャージについて
数種の賞が設定されており、リーダージャージと呼ばれる各賞に応じたジャージがある。前日のステージ終了時点で各賞の成績第1位の選手がそのジャージを着用する権利を手にいれる。ブエルタにおいては2009年までは各賞のジャージスポンサーとジャージデザインが固定されておらず年毎に変わっていたため、総合リーダージャージ以外は色や模様ではなく、賞の名前で呼ぶ事が一般的だった。2010年にASOがブエルタの運営に関わるようになってからジャージデザインが固定された。

### 個人総合時間賞（マイヨ・ロホ）
赤色のジャージ「マイヨ・ロホ（maillot Rojo）」（「ヘルセイ・ロホ（Jersey Rojo）、ラ・ロハ（La Roja）」とも呼ばれる。英語圏では、「レッドジャージ（Red Jersey）」という名称がよく使用される）は個人総合成績1位の選手に与えられる。各ステージの所要時間を加算し、合計所要時間が最も少なかった選手が「マイヨ・ロホ」着用の権利を得る。最終ステージの終了時点で「マイヨ・ロホ」着用の権利をもっている選手がブエルタ・ア・エスパーニャの総合優勝者となる。2016年のスポンサーはカルフール。2009年までは「金色」のジャージ「マイヨ・オロ」であった。

### ポイント賞（プントス）
ツールのマイヨ・ヴェールと同じ明るい緑色のジャージ、「プントス（Puntos）」は「ポイント賞」に対して与えられる。「マイヨ・ベルデ (Maillot Verde)」とも呼ばれる。各ステージのゴール、およびステージ途中の中間スプリント地点の通過順位に応じてスプリントポイントが加算されスプリントポイント1位の選手が「プントス」着用の権利を得る。2016年のスポンサーはマイヨ・ヴェールと同じシュコダ。以前は青色のジャージであったこともある。
2020年まで、平坦ステージも山岳ステージも難易度に関わらず全てのステージで同じポイント配分となっていたため、スプリンターだけでなく、山岳ステージて上位に入る総合成績有力勢のオールラウンダー（やクライマー）が上位に入る例が多かった。2021年はツール・ド・フランスと同様の平坦ステージで高ポイント、山岳ステージで低ポイントとなる方式が採用された。
| 種別/順位                        | １ | ２ | ３ | 4  | 5  | 6  | 7  | 8  | 9 | 10 | 11 | 12 | 13 | 14 | 15 |
| -------------------------------- | -- | -- | -- | -- | -- | -- | -- | -- | - | -- | -- | -- | -- | -- | -- |
| 中間スプリントポイント           | 20 | 17 | 15 | 13 | 10 |    |    |    |   |    |    |    |    |    |    |
| ステージポイント（平坦）         | 50 | 30 | 20 | 18 | 16 | 14 | 12 | 10 | 8 | 7  | 6  | 5  | 4  | 3  | 2  |
| ステージポイント（中級山岳）     | 30 | 25 | 22 | 19 | 17 | 15 | 13 | 11 | 9 | 7  | 6  | 5  | 4  | 3  | 2  |
| ステージポイント（山岳）・個人TT | 20 | 17 | 15 | 13 | 11 | 10 | 9  | 8  | 7 | 6  | 5  | 4  | 3  | 2  | 1  |

### 山岳賞（モンターニャ）
ツールのマイヨ・ブラン・ア・ポワ・ルージュの風の青色水玉ジャージ、「モンターニャ（Montaña）」は「山岳賞」に対して与えられる。「マイヨ・デ・ルナレス (Maillot de lunares)」とも呼ばれる。登り坂の勾配と長さに応じて点数が設定された山岳ポイント地点の通過順位に応じて山岳ポイントが加算され、山岳ポイント1位の選手が「モンターニャ」着用の権利を得る。ポイント制はツールと違い、通常山岳は1～3級の3分割、それに加え山頂フィニッシュは山頂フィニッシュという1級以上のカテゴリーとなり、加え最大山岳には特別ポイントが入る場合もある。2016年のスポンサーはスペイン宝くじ公社。別のスポンサーの時にはワインレッド、銀色、オレンジ色などだったこともある。
| カテゴリ/順位 | 1  | 2  | 3  | 4 | 5 | 6 |
| ------------- | -- | -- | -- | - | - | - |
| 超級          | 20 | 15 | 10 | 6 | 4 | 2 |
| 1級           | 10 | 6  | 4  | 2 | 1 |   |
| 2級           | 5  | 3  | 1  |   |   |   |
| 3級           | 3  | 2  | 1  |   |   |   |
| 4級           | 2  | 1  |    |   |   |   |

### ヤングライダー賞（マイヨ・ブランコ）
白いジャージは25歳以下（正確には大会の行われる年の25年前の1月1日生まれ以降）の選手の総合最上位選手に与えられる。2018年までは総合成績＋ポイント賞＋山岳賞の順位の数値の合計がもっとも少ない選手、複合賞（コンビネーション賞）獲得者に対して与えられる「コンビナーダ（Combinada）」であった。全ての部門で上位、最もバランスよく成績を挙げたことの証でもあるが、2004年以来8年連続で総合優勝を果たした選手がこの賞も獲得していた。

## 歴代総合優勝者
| 回 | 開催期間                | 総合優勝者                   | 国籍           | 所属チーム                              |
| -- | ----------------------- | ---------------------------- | -------------- | --------------------------------------- |
| 1  | 1935年4月29日～5月15日  | フスターフ・デロール         | ベルギー       | Dilecta - Wolber                        |
| 2  | 1936年5月5日～31日      | フスターフ・デロール(2)      | ベルギー       | Colin - Wolber                          |
| 3  | 1941年6月12日～7月6日   | フリアン・ベレンデーロ       | スペイン       |                                         |
| 4  | 1942年6月30日～7月19日  | フリアン・ベレンデーロ(2)    | スペイン       | Informaciones                           |
| 5  | 1945年5月10日～31日     | デリオ・ロドリゲス           | スペイン       |                                         |
| 6  | 1946年5月7日～30日      | ダルマシオ・ランガリカ       | スペイン       | Galindo-Cicles Tabay                    |
| 7  | 1947年5月12日～6月5日   | エドワード・ファン・ダイク   | ベルギー       | Garin-Wolber                            |
| 8  | 1948年6月13日～7月4日   | ベルナルド・ルイス           | スペイン       | Peugeot-Dunlop                          |
| 9  | 1950年8月17日～9月10日  | エミリオ・ロドリゲス         | スペイン       | Sangalhos                               |
| 10 | 1955年4月23日～5月8日   | ジャン・ドット               | フランス       | Vampire                                 |
| 11 | 1956年4月26日～5月11日  | アンジェロ・コンテルノ       | イタリア       | Bianchi                                 |
| 12 | 1957年4月26日～5月12日  | ヘスス・ロローニョ           | スペイン       |                                         |
| 13 | 1958年4月30日～5月15日  | ジャン・スタブリンスキ       | フランス       |                                         |
| 14 | 1959年4月24日～5月10日  | アントニオ・スアレス         | スペイン       | Licor43                                 |
| 15 | 1960年4月29日～5月15日  | フランス・デ・ムルダー       | ベルギー       | Groene Leeuw-Sinalco-SAS                |
| 16 | 1961年4月29日～5月11日  | アンヘリノ・ソレル           | スペイン       | Faema                                   |
| 17 | 1962年4月29日～5月11日  | ルディ・アルティヒ           | 西ドイツ       | サン・ラファエル                        |
| 18 | 1963年5月1日～15日      | ジャック・アンクティル       | フランス       | サン・ラファエル                        |
| 19 | 1964年4月30日～5月16日  | レイモン・プリドール         | フランス       | Mercier-BP-Hutchinson                   |
| 20 | 1965年4月29日～5月16日  | ロルフ・ヴォルフショール     | 西ドイツ       | Mercier-BP-Hutchinson                   |
| 21 | 1966年4月28日～5月15日  | フランシスコ・ガビカ         | スペイン       | カス・カスコル                          |
| 22 | 1967年4月27日～5月14日  | ヤン・ヤンセン               | オランダ       | Pelforth-Sauvage-Lejeune                |
| 23 | 1968年4月25日～5月12日  | フェリーチェ・ジモンディ     | イタリア       | サルヴァラーニ                          |
| 24 | 1969年4月23日～5月11日  | ロジェ・パンジョン           | フランス       | プジョー・BP                            |
| 25 | 1970年4月23日～5月12日  | ルイス・オカーニャ           | スペイン       | Bic                                     |
| 26 | 1971年4月29日～5月16日  | フェルディナント・ブラック   | ベルギー       | プジョー・BP                            |
| 27 | 1972年4月27日～5月14日  | ホセ・マヌエル・フエンテ     | スペイン       | カス                                    |
| 28 | 1973年4月26日～5月13日  | エディ・メルクス             | ベルギー       | モルテニ                                |
| 29 | 1974年4月23日～5月12日  | ホセ・マヌエル・フエンテ(2)  | スペイン       | カス                                    |
| 30 | 1975年4月22日～5月11日  | アグスティン・タマメス       | スペイン       | Super Ser                               |
| 31 | 1976年4月27日～5月16日  | ホセ・ペサロドーナ           | スペイン       | カス                                    |
| 32 | 1977年4月26日～5月15日  | フレディ・マルテンス         | ベルギー       | フランドリア                            |
| 33 | 1978年4月25日～5月14日  | ベルナール・イノー           | フランス       | ルノー・ジタン・カンパニョーロ          |
| 34 | 1979年4月24日～5月13日  | ヨープ・ズートメルク         | オランダ       | Miko Mercier Vivagel                    |
| 35 | 1980年4月22日～5月11日  | ファウスティーノ・ルペレス   | スペイン       | Zor Vereco                              |
| 36 | 1981年4月21日～5月10日  | ジョヴァンニ・バッタリン     | イタリア       | イノックスプラン                        |
| 37 | 1982年4月20日～5月9日   | マリーノ・レハレタ           | スペイン       | テカ                                    |
| 38 | 1983年4月19日～5月8日   | ベルナール・イノー(2)        | フランス       | ルノー・エルフ                          |
| 39 | 1984年4月17日～5月6日   | エリック・カリトゥー         | フランス       | スキル・レイデル                        |
| 40 | 1985年4月23日～5月12日  | ペドロ・デルガド             | スペイン       | オルベア                                |
| 41 | 1986年4月22日～5月13日  | アルバロ・ピノ               | スペイン       | ゾル                                    |
| 42 | 1987年4月23日～5月15日  | ルイス・エレラ               | コロンビア     | カフェ・ド・コロンビア                  |
| 43 | 1988年4月25日～5月15日  | ショーン・ケリー             | アイルランド   | カス                                    |
| 44 | 1989年4月24日～5月15日  | ペドロ・デルガード(2)        | スペイン       | レイノルズ                              |
| 45 | 1990年4月24日～5月15日  | マルコ・ジョヴァンネッティ   | イタリア       | セウル                                  |
| 46 | 1991年4月29日～5月19日  | メルチョル・マウリ           | スペイン       | オンセ                                  |
| 47 | 1992年4月27日～5月17日  | トニー・ロミンゲル           | スイス         | クラス・カハストゥル                    |
| 48 | 1993年4月26日～5月16日  | トニー・ロミンゲル(2)        | スイス         | クラス・カハストゥル                    |
| 49 | 1994年4月25日～5月15日  | トニー・ロミンゲル(3)        | スイス         | マペイ・クラス                          |
| 50 | 1995年9月2日～24日      | ローラン・ジャラベール       | フランス       | オンセ                                  |
| 51 | 1996年9月7日～29日      | アレックス・ツェーレ         | スイス         | オンセ                                  |
| 52 | 1997年9月6日～28日      | アレックス・ツェーレ(2)      | スイス         | オンセ                                  |
| 53 | 1998年9月5日～27日      | アブラハム・オラーノ         | スペイン       | バネスト                                |
| 54 | 1999年9月4日～26日      | ヤン・ウルリッヒ             | ドイツ         | ドイツテレコム                          |
| 55 | 2000年8月26日～9月17日  | ロベルト・エラス             | スペイン       | ケルメ                                  |
| 56 | 2001年9月8日～30日      | アンヘル・ルイス・カセーロ   | スペイン       | フェスティナ                            |
| 57 | 2002年9月7日～29日      | アイトール・ゴンサレス       | スペイン       | ケルメ                                  |
| 58 | 2003年9月6日～28日      | ロベルト・エラス(2)          | スペイン       | USポスタル                              |
| 59 | 2004年9月4日～26日      | ロベルト・エラス(3)          | スペイン       | リベルティ・セグロス                    |
| 60 | 2005年8月27日～9月18日  | ロベルト・エラス(4)          | スペイン       | リベルティ・セグロス                    |
| 61 | 2006年8月26日～9月17日  | アレクサンドル・ヴィノクロフ | カザフスタン   | アスタナ                                |
| 62 | 2007年9月1日～23日      | デニス・メンショフ           | ロシア         | ラボバンク                              |
| 63 | 2008年8月30日～9月21日  | アルベルト・コンタドール     | スペイン       | アスタナ                                |
| 64 | 2009年8月29日～9月20日  | アレハンドロ・バルベルデ     | スペイン       | ケス・デパーニュ                        |
| 65 | 2010年8月28日～9月19日  | ヴィンチェンツォ・ニバリ     | イタリア       | リクイガス・ドイモ                      |
| 66 | 2011年8月20日～9月11日  | クリストファー・フルーム     | イギリス       | チーム・スカイ                          |
| 67 | 2012年8月18日～9月9日   | アルベルト・コンタドール(2)  | スペイン       | チーム・サクソバンク - ティンコフバンク |
| 68 | 2013年8月24日～9月15日  | クリストファー・ホーナー     | アメリカ合衆国 | レディオシャック・レオパード・トレック  |
| 69 | 2014年8月23日～9月14日  | アルベルト・コンタドール(3)  | スペイン       | ティンコフ＝サクソ                      |
| 70 | 2015年8月22日～9月13日  | ファビオ・アル               | イタリア       | アスタナ・プロチーム                    |
| 71 | 2016年8月20日～9月11日  | ナイロ・キンタナ             | コロンビア     | モビスター・チーム                      |
| 72 | 2017年8月19日～9月10日  | クリストファー・フルーム(2)  | イギリス       | チーム・スカイ                          |
| 73 | 2018年8月25日～9月16日  | サイモン・イェーツ           | イギリス       | ミッチェルトン・スコット                |
| 74 | 2019年8月24日〜9月15日  | プリモシュ・ログリッチ       | スロベニア     | チーム・ユンボ・ヴィスマ                |
| 75 | 2020年10月20日〜11月8日 | プリモシュ・ログリッチ(2)    | スロベニア     | チーム・ユンボ・ヴィスマ                |
| 76 | 2021年8月14日〜9月5日   | プリモシュ・ログリッチ(3)    | スロベニア     | チーム・ユンボ・ヴィスマ                |
| 77 | 2022年8月19日~9月11日   | レムコ・エヴェネプール       | ベルギー       | クイックステップ・アルファビニール      |
| 78 | 2023年8月26日~9月17日   | セップ・クス                 | アメリカ合衆国 | チーム・ユンボ・ヴィスマ                |
| 79 | 2024年8月17日〜9月8日   | プリモシュ・ログリッチ(4)    | スロベニア     | レッドブル・ボーラ・ハンスグローエ      |

## 区間優勝回数
- 通算

デリオ・ロドリゲス 39勝(1936年､1941年～1947年)
- 一大会

フレディ・マルテンス 13勝(1977年)

## 日本人選手
- 土井雪広 - 2011年（個人総合150位）、2012年（個人総合139位）完走。
- 新城幸也 - 2015年（個人総合65位）、2016年（個人総合106位）完走、2021年 （個人総合116位）完走。
- 別府史之 - 2016年 （個人総合120位）完走。第18ステージ敢闘賞。

## 日本でのテレビ放送
日本では従来スカイパーフェクTV!などのTVEスペインチャンネルで生中継が放送されていた（ただし現地で放送されている生中継をそのまま放送する形なので、日本語実況などはない）ため、放映権がバッティングするJ SPORTSでの放映は難しいとされてきた。しかし2001年にようやくJ SPORTSにおいて録画中継（約1ヶ月遅れ）での日本語実況つきの放送が実現し、2006年からは生中継も行われるようになった。HDTVについてはツールやジロに遅れをとっていたが、2013年よりHD画質での放送が実現している。

## その他
- 2019年8月31日、第8ステージ（バルス-イグアラダ）をヘリコプターから撮影した映像に、あるアパートの上の大麻栽培場が映り込み、SNSで拡散。後日、警察が捜査に入る一幕があった[12]。